# Кандела
 Тази статия е за единицата за измерване на светлината.  За градчето в Южна Италия вижте Кандела (Италия).  
Канде́ла (означение cd) е единица за измерване интензитета на светлината. Тя е една от седемте основни единици за измерване от системата SI. Съгласно определението, ползвано до 2019 г., една кандела е равна на интензитета на светлината в дадено направление от източник на монохроматично лъчение с честота 540×1012 херца, енергийният интензитет на светлината на който в това направление е 1/683 W/sr.
Избраната честота съответства на зеления цвят. Човешкото око притежава най-голяма чувствителност в тази област на спектъра. Ако излъчването има друга честота, то за достигане на същата сила на светлината е необходима по-голяма интензивност на енергията.
По-старото определение за кандела е сила на светлината, излъчвана от черно тяло перпендикулярно на повърхността му с площ 1/60 cm2 при температурата на топене на платината (2042,5 К). В днешното определение коефициентът 1/683 е избран така, че новото определение да съответства на старото.
XXVI Генерална конференция по мерки и теглилки (CGPM) преопределя канделата през 2018 г., без да променя същността на определението. Новото определение, което е в сила от 20 май 2019 г., в превод на български, е:
Единицата за интензитет на светлина „кандела“ в определена посока се определя чрез фиксираната числена стойност на светлинната ефективност на монохроматичното излъчване с честота 540×1012 Hz, Kcd се приема за 683, изразена в единицата lm W-1, която е равна на cd sr W-1 или на cd sr kg-1 m-2 s3, където килограмът, метърът и секундата се определят посредством h, c и {\displaystyle \Delta \nu _{\text{Cs}}}, и се означава с "cd".
Интензитетът (силата) на светлината, излъчвана от една свещ, е примерно равна на една кандела (на латински: candela е свещ), поради което в миналото тази единица за измерване се е наричала „свещ“. Днес това наименование е остаряло и не се използва.

## Интензитет на някои светлинни източници
| Източник                        | Мощност, W | Примерна сила на светлината, cd |
| ------------------------------- | ---------- | ------------------------------- |
| Свещ                            | –          | 1                               |
| Лампа с нажежаема жичка         | 100        | 100                             |
| Луминесцентна лампа             | 20         | 100                             |
| Обикновен светодиод             | до 0,1     | до 3                            |
| Свръхярък светодиод             | 1          | от 25 до 500                    |
| Свръхярък светодиод с колиматор | 1          | 1500                            |

## Кратни и дробни единици
Десетичните кратни и дробни на единицата се образуват с помощта на стандартните представки SI.